# レア・ガーベイ
レイ・ガーベイ（Rea Garvey、本名 : レイモンド・マイケル・ガーベイ（Raymond Michael Garvey）、1973年5月3日 - ）はアイルランドの歌手。ドイツのバンドレイモン（Reamonn）の一員でもある。
| スタブアイコン | サブスタブ | この項目は、まだ閲覧者の調べものの参照としては役立たない、歌手に関連した書きかけの項目です。この項目を加筆・訂正などしてくださる協力者を求めています（P:音楽/PJ:芸能人）。 |